# Commission Donoughmore
commission Colebrooke–Cameron (en) Commission Soulbury (en)
La Commission Donoughmore est la délégation responsable de la création de la constitution Donoughmore (en) mise en place à dans la colonie britannique de Ceylan entre 1931 et 1947. 
En 1931, la répartition de la population de Ceylan est de 12% de Tamouls ceylanais, 12% de Indiens tamouls (en) (migrant et immigrant de travailleurs des plantations de thé établies à la fin du 19e siècle), 65% de Cingalais et d'environ 3% de Maures.
À la suite de la commission, le gouvernement britannique introduit la constitution Donoughmore (en) qui créé le Conseil d'État de Ceylan qui permet une représentation populaire avec une forte proportion de Tamouls. Les Cinghalais se retrouvent divisés entre ceux de l'intérieur du pays et ceux des rives.

## Commissaires
La commission est composée de quatre parlementaires britanniques nommés le 13 novembre 1927 par Sidney Webb, premier secrétaire d'État aux Colonies provenant des rangs travaillistes. Leur tâche est d'élaborer une nouvelle constitution pour le Ceylan britannique qui pourra satisfaire les aspirations de l'ensemble des groupes de l'île, dont les propriétaires britanniques de plantation, et ferrait de la colonie un partenaire de l'empire socialiste que prônait Webb.
Deux commissaires, le Dr. T. Drummond-Shiels et Geoffrey Butler, sont des conseillers travaillistes du comté de Londres pendant plusieurs années avant leurs entrées au Parlement dans l'éphémère gouvernement de coalition libérale-travailliste (en) dirigée par Lloyd George en 1926. Hommes sérieux issus du moule travailliste chrétien-socialiste, ils étaient des missionnaires d'une vision équitable et socialiste du monde comme l'envisageait Webb. Cependant, Lord Donoughmore était un authentique libéral ayant défendu le droit des femmes à l'instruction universitaire. 

### Composition
La commission est composée de quatre commissaires:
- Richard Hely-Hutchison (6e comte de Donoughmore) (président)
- Matthew Nathan
- Geoffrey Butler
- T. Drummond-Shiels

## Consultation
La Commission Donoughmore arrive à Ceylan en 1927 et passe quatre mois à interroger les habitants à travers l'île. Après 34 séances et 141 personnes interrogées, les commissaires écoutent des plaidoyers en faveur du vote des femmes et l'octroi du droit de vote féminin à toutes les femmes âgées de 21 ans et plus, alors qu'au même moment, les suffragettes britanniques tentaient de l'abaisser à 28 ans au Royaume-Uni.

## Système de gouvernement
Constatant des déchirures entre les groupes ethniques, la commission tente de créer un système de comités exécutifs qui parviendrait à contrôler les départements gouvernementaux. Chaque parlementaire serait appelé àa siéger sur l'un des comités garantissant ainsi qu'aucun groupe ethnique ne parviendrait à prendre le contrôle de tous les leviers du pouvoir. Ce faisant, les décisions exécutives nécessiteraient une sorte de consensus afin d'être entérinées.

## Accueil de la constitution
Les dirigeants Cinghalais et Tamouls voyaient d'un mauvais œil l'implantation du suffrage universel. Dans une étude détaillée, Jane Russell indique que pour « Ponnambalam Ramnathan et la plupart des « conservateurs » croyaient et soutenaient que donner le droit de vote aux castes non vellala et aux femmes n'était pas seulement une grave erreur, conduisant à un « règne de la foule », mais Ramanathan a explicitement suggéré que c'était un anathème pour le mode de vie hindou ». De leur côté, les dirigeants tamouls sont stupéfaits « par le bouleversement complet des politiques qu'ils avaient menées au cours de la dernière décennie ». Enfin, les leaders cinghalais « étaient également très dubitatifs quant au nouveau droit de vote, mais étaient prêts à le soutenir en contrepartie de l'abolition des électorats communaux »,.
Le All-Ceylon Tamil League s'oppose initialement à l'établissement de la constitution Donoughmore sur la base de l'abolition de la représentation communale qui signifiait pour la ligue la « mort des minorités » puisque les Cinghalais recevaient maintenant plus de la moitié des sièges disponibles. En 1929, le discours change et l'opposition à la constitution par la ligue repose alors sur le fait que celle-ci ne donne pas l'autonomie gouvernementale complète,.
Les chefs de la Jaffna Youth Congress, un groupe radical tamoul, s'oppose également à la constitution, mais pour des raisons complètement différentes des conservateurs tamouls. L'organisation se rapprochait des revendications de Nehru et de Gandhi qui appelaient à une abolition du système de castes en 1925. Le congrès appelle à boycotter la constitution.
Le Conseil d'État de Ceylan ouvre en juillet 1931 après une cérémonie somptueuse, mais sans la participation des chefs tamouls. Les chefs du Youth Congress maintiennent leur boycott jusqu'en 1934,.
Du côté Cinghalais, les députés travaillent ardemment au remplacement de la constitution et obtiennent gain de cause avec la mise en place de la Commission Soulbury (en) en 1947 et l'indépendance du pays l'année suivante.
Néanmoins, la constitution Donoughmore permet au pays d'avoir une indépendance relative surtout en matière de gestion domestique avec un mécanisme d'élection au suffrage universel pour l'élection du gouvernement à un moment où seul les pays à majorité blanc des Empires européens avaient se privilège. La constitution permet également une certaine prospérité à la colonie, ainsi que d'éviter des tensions ethniques pendant son application. Ces tensions ethniques apparaitront avec l'application des constitutions subséquentes.

## Commission Donoughmore dans la fiction
L'auteur Shyam Selvadurai rédige une histoire ficive de la Commission Donoughmore dans son roman Cinnamon Gardens.